# Margarethe von Helfenstein

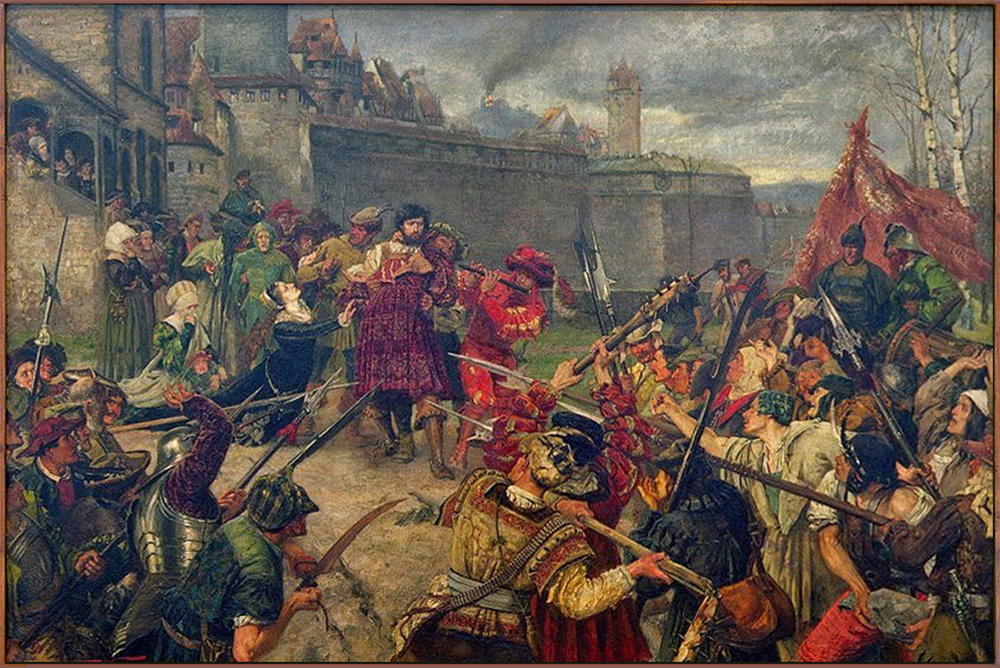
Die Weinsberger Bluttat, Historiengemälde von Fritz Neuhaus, 1879: Kniend, aber vergeblich fleht Margarethe von Helfenstein um Verschonung ihres Gemahls.

Margarethe von Helfenstein, auch Margareta von Edelsheim, Margarita Habsburg, Margarita d’Austria bzw. Margareta von Österreich (* 1497; † Juni 1537 in Lüttich), war eine natürliche Tochter des römisch-deutschen Kaisers Maximilian I. Bekannt wurde sie durch die Weinsberger Bluttat, als sie als Gattin des Grafen Ludwig V. von Helfenstein-Wiesensteig um dessen Verschonung bat. 

## Leben
Margarethe war vermutlich das älteste von vielen illegitimen Kindern, die der österreichische Erzherzog und spätere römisch-deutsche König und Kaiser Maximilian I. in außerehelichen Beziehungen zeugte. Sie erhielt den gleichen Namen wie ihre Mutter Margareta von Edelsheim. Ihr leiblicher, ebenfalls illegitimer Bruder war Georg von Österreich. Ihre leibliche Schwester war vielleicht Barbara von Rottal.

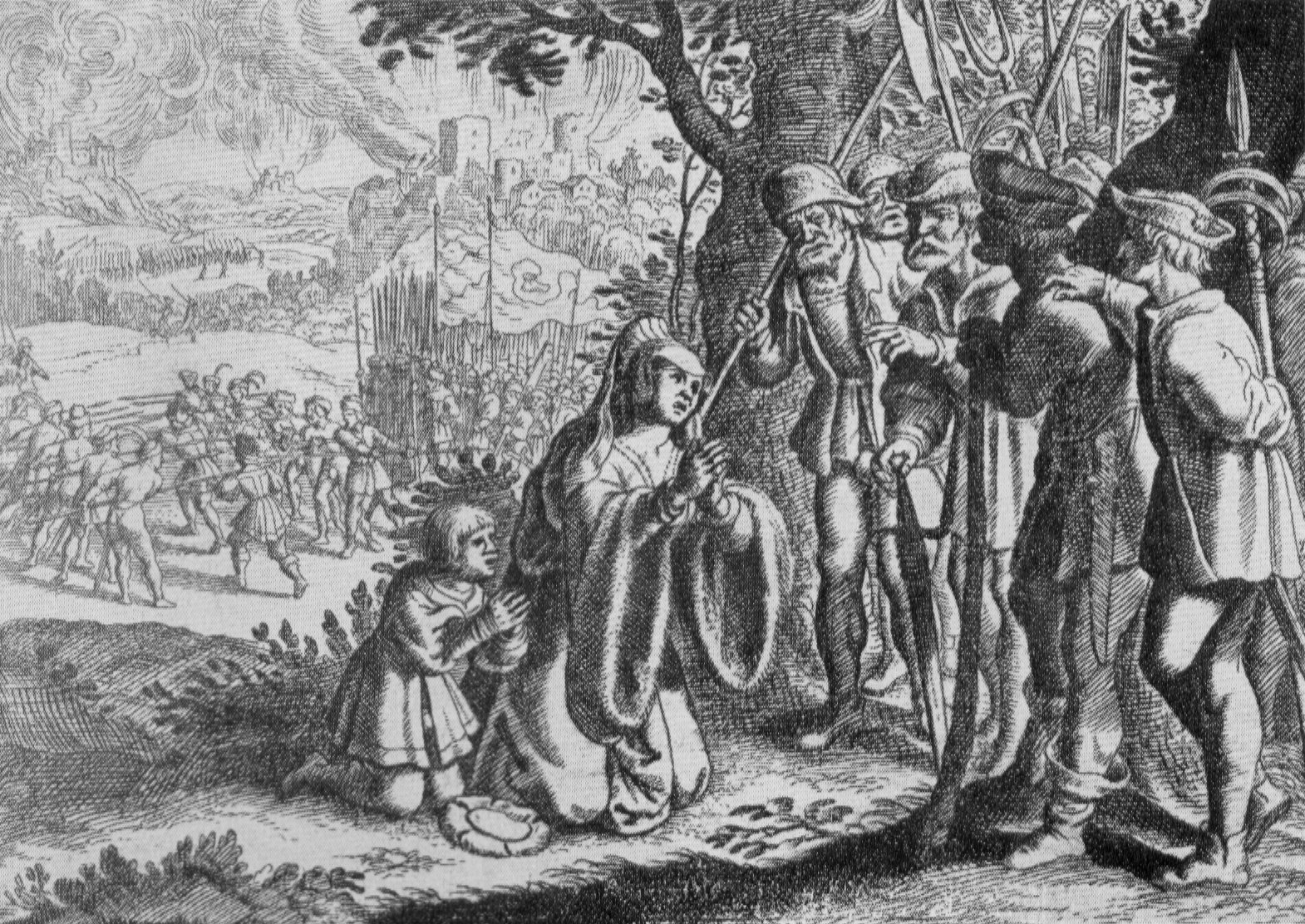
Darstellung der Weinsberger Bluttat und der auf Knien flehenden Gräfin von Helfenstein durch Matthäus Merian, um 1629

Zunächst war sie mit Johann von Hille (Burggraf von Thaur) vermählt; nach dessen frühem Tod heiratete sie 1517 den württembergischen Grafen Ludwig V. von Helfenstein-Wiesensteig. Als Gräfin von Helfenstein gebar sie zwei Söhne, den früh verstorbenen Ludwig und Maximilian (* um 1522/23; † nach 1562). Im Zuge der Ereignisse, die schließlich in die Weinsberger Bluttat mündeten, versuchte sie 1525 ihren Gemahl vergeblich vor dem Lanzengericht zu erretten. Der Bauernführer Jäcklein Rohrbach ließ sie daraufhin auf einem Mistwagen nach Heilbronn bringen. Nach diesen Ereignissen fand sie Unterkunft und bis 1531 finanzielle Unterstützung bei ihrer Halbschwester Margarete von Österreich, der Statthalterin der habsburgischen Niederlande. 1526 kehrte sie nach Deutschland zurück. Später lebte sie bei ihrem Bruder Georg und verstarb in Lüttich.